# Aprile spezzato
(Kadarè)
Aprile spezzato è un romanzo scritto dall'autore albanese Ismail Kadare, pubblicato per la prima volta nel 1978. 
Il tema trattato nella storia è uno dei pilastri del Kanun (uno dei più importanti codici di diritto consuetudinario albanese che prima dell'avvento del comunismo regolava i più disparati aspetti del tessuto sociale dell'Albania), ovverosia il particolarissimo sistema organizzato di faide utilizzato per regolare i crimini di sangue tra la popolazione del Paese balcanico. 
Dal libro è stato poi tratto il film Disperato aprile nel 2001, per la regia di Walter Salles, che però traspone la vicenda nel Brasile rurale d'inizio Novecento.

## Trama
Il protagonista del romanzo è Gjergj, un giovane che vive in uno sperduto paesino di montagna nell'Albania settentrionale. Presto gli viene detto che ha un compito da svolgere: vendicare la morte di suo fratello, così come prevedevano le norme del Kanun; dopo aver ucciso l'assassino di suo fratello, avrà un mese di tempo per vivere indisturbato, dopodiché, sempre secondo il Kanun, un familiare della vittima avrà il diritto di ucciderlo come atto di ritorsione.
Per lui la vita diventa ben presto impossibile e, nell'attesa che finiscano i suoi giorni, decide di fare qualcosa di diverso dalle sue solite attività scandite dalla vita ordinaria del suo paese, fino alla metà di aprile, quando scade la tregua.
Intanto, l'agiato scrittore Besian e la di lui consorte Diana da Tirana per il loro viaggio di nozze sugli altipiani del nord del Paese. La loro intenzione è di scoprire lo stile di vita nelle montagne dell'Albania, che, a quanto si diceva, aveva resistito al tempo e alla modernizzazione. Quando il giovane terminerà i suoi giorni di libertà, s'imbatterà proprio nella coppia, e nel momento critico commetterà un'imprudenza fatale, che spezzerà la sua vita e il suo aprile.